# Лисиця довговуха
Лисиця довговуха (Vulpes macrotis) — вид родини псових (Canidae), ряду хижих. Мешкає в пустелях і посушливих районах західної частини Північної Америки, що відповідає південному заходу США й півночі Мексики. Знаходиться на висотах 400—1900 м над рівнем моря, хоча взагалі-то воліє уникати місцевості де схили займають > 5% території. Може використовувати сільськогосподарські землі, особливо сади, у обмеженому обсязі, а також може мешкати в міському середовищі.

## Етимологія
Родове ім'я лат. Vulpes походить прямо з латинської мови й означає "лисиця", ім'я виду macrotis утворене грецьким коренем грец. macros, що означає "довгий" або "великий" і грец. otos - "вухо".

## Морфологія
Морфометрія. Довжина голови й тіла: 375—500 мм, хвіст: 225—323 мм, вага самців: 2.2 кг, вага самиць: 1.9 кг.
Опис. Спина світло-сива чи жовтувато-сіра, плечі й боки від жовто-коричневого до помаранчевого і низ білий. Вуха, які пропорційно найбільші серед північноамериканських псових, розміщені близько один до одного. Тіло тонке, хвіст пухнастий, злегка звужується до кінця, бл. 40% довжини голови і тіла. Ноги довгі, стрункі, й підошви ніг добре вкриті волоссям. Покривне волосся менше 50 мм у довжину й особливо щільне в середині спини. Вуха рудувато-коричневі або сірі ззаду, змінюючи забарвлення на жовто-коричневе або помаранчеве при основі. Мордочка з боків і всі вібриси чорнуваті або коричнуваті. Хвіст бл. 60-70 мм товщиною, сірий за винятком проксимальної (та що ближче до місця прикріплення) половини нижньої поверхні, яка жовто-коричнева. Колір кінчика хвоста чорний. Зубна формула: I 3/3, C 1/1, P 4/4, M 2/3 = 42.

## Поведінка
Місце проживання тісно пов'язане зі степом і пустелею, як правило, з покриттям з чагарників або трав. Лігва, як правило, мають кілька входів, від 2 до 24. Мають групи лігв у сприятливих районах, і лисячі сім'ї можуть переходити від одного до іншого лігва протягом року, в результаті чого більшість з них вакантні в будь-який момент часу. V. macrotis — нічний вид, який може проходити кілька кілометрів на добу протягом полювання. Його раціон складається в основному з гризунів, таких як кенгурові щури (Dipodomys) і зайцеподібні. Зазвичай дорослі самці й самиці живуть разом, хоча і не обов'язково постійно, й іноді присутня друга самиці. Коли самиця вигодовує малюків, вона рідко виходить із лігва і самець забезпечує її їжею.

## Життєвий цикл
Спарювання відбувається з грудня по лютий, потомство народжуються в лютому — березні. Як правило, народжується чотири або п'ять малят вагою близько 40 грамів кожен. З нори вони виходять на 1 місяць і починають супроводжувати своїх батьків на 3-4 місяців. Сім'я розпадається восени. Один екземпляр V. macrotis у неволі жив 20 років.

## Генетика
Каріотип характеризується диплоїдним числом хромосом, 2n=50.

## Загрози та охорона
Основною загрозою є втрата середовища існування, його фрагментація і деградація, пов'язані з сільськогосподарським, промисловим і міським розвитком. У Мексиці, цю лисицю іноді продають нелегально на ринку домашніх тварин. Американську лисицю збирають для хутра в деяких штатах в США, але поза тим не використовують в комерційних цілях. На деяких територія проживання даний вид знаходиться під загрозою зникнення. Мешкає в охоронних районах.

## Виноски
1. ↑  Решетило, О. Зоогеографія : навч. посіб. — Львів : ЛНУ імені Івана Франка, 2013.
2. 1 2  Вебсайт [Архівовано 31 травня 2011 у Wayback Machine.] МСОП
3. 1 2 3  John C. McGrew Vulpes macrotis / Mammalian Species No. 123, 1979, pp. 1–6
4. 1 2  Ronald M. Nowak Walker's carnivores of the world — JHU Press, 2005, p. 77
5. ↑  Ronald M. Nowak Walker's carnivores of the world — JHU Press, 2005, p. 78

 Вікісховище має мультимедійні дані за темою: Лисиця довговуха